# Август Фредерік, герцог Сассекський
Август Фредерік, герцог Сассекський (англ. Augustus Frederick, Duke of Sussex; 27 січня 1773, Лондон, — 21 квітня 1843, там же) — шостий син короля англійського Георга III, єдиний зі своїх братів ніколи не служив в армії чи на флоті, а присвятив себе бібліографії і політиці.

## Біографія
Август Фредерік, герцог Сассекський народився 27 січня 1773 року у Лондоні.

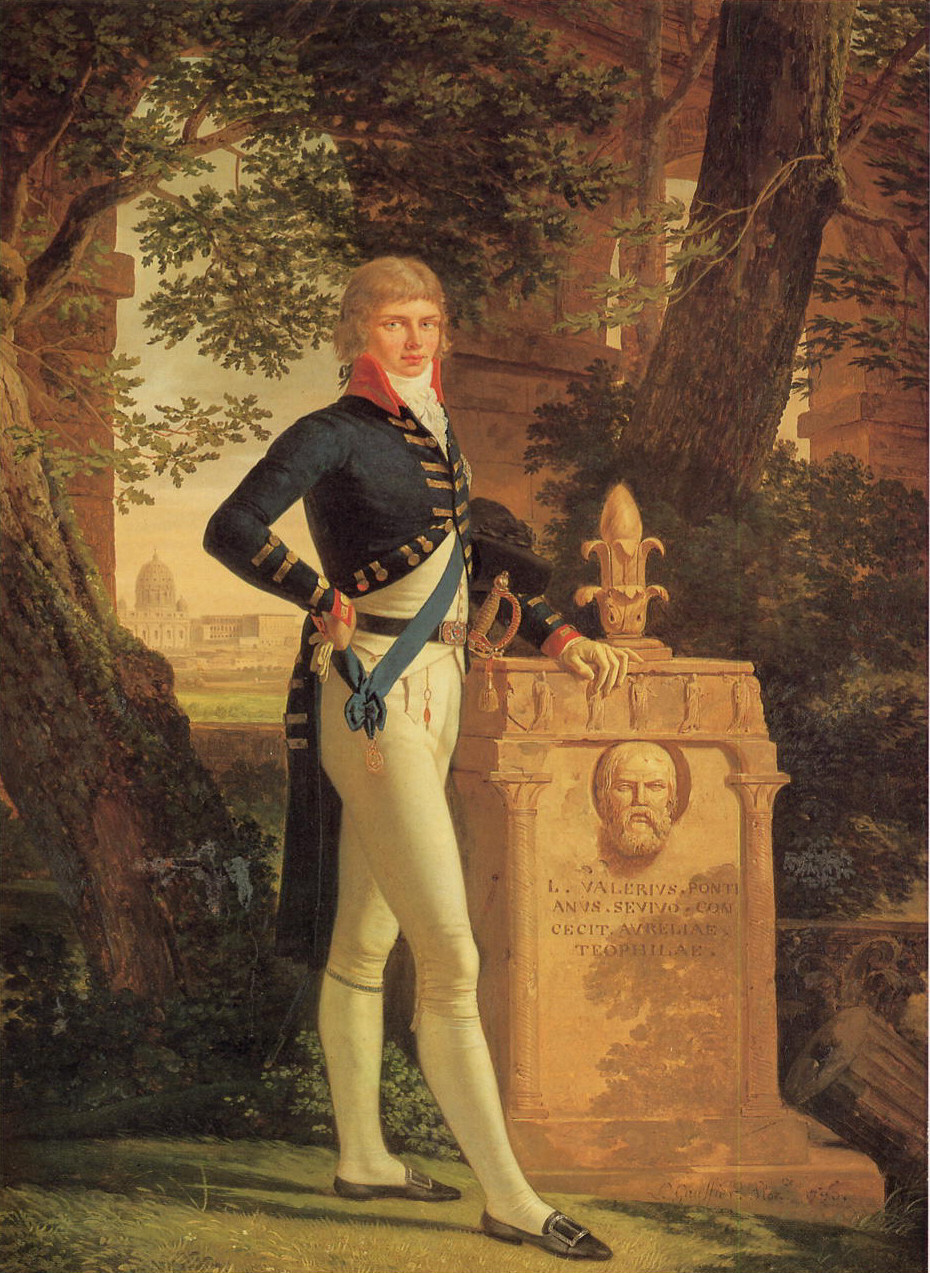
Принц Август Фредерік в юності

Будучи в Римі, одружився в 1793 році на католичці Августі Мюррей, доньці шотландського графа Думмор. Хоча герцог Сассекський відмовився від всіх спадкових прав, Георг III оголосив цей шлюб незаконним на основі сімейного закону англійської династії. Декілька років згодом Сассекс розійшовся зі своєю дружиною.
У палаті лордів він в основному примикав до опозиційної партії і подавав голос за емансипацію католиків, знищщення невільництва, парламентську реформу і т. д. Герцог Сассекський зібрав велику бібліотеку, в особливості по виданням і перекладам Біблії і рукописам; цю бібліотеку описав Th. Jos. Pettigrew (Лондон, 1827). У 1831 році Август Фредерік знову одружився без королівської згоди на леді Цецілії Баґінс (Андервуд), доньці ірландського графа Арран, якій в 1840 році був наданий титул герцогині Інвернес.
Протягом 1813—1843 років великий майстер Об'єднаної великої ложі Англії.
Помер 21 квітня 1843 року, у віці 70 років. Похований на кладовищі Кенсал-Грін у Лондоні.